# Сулейман-паша
Об основателе Тираны см. Сулейман Барджини
Сулейман-паша (тур. Süleyman Paşa; 1838, Стамбул — 11 августа 1892, Багдад) — турецкий военачальник, генерал (1877).

## Биография
Вступил в армию в 1854 году. Окончил военное училище в Стамбуле (1861).
Участвовал в подавлении восстаний в Черногории (1862) и на Крите (1867). В 1867 году — майор, с 1873 года полковник.
С 1873 года преподавал, написал несколько научных трудов. С 1874 года вице-директор Военной академии и бригадный генерал. Участвовал в свержении султана Абдул-Азиза (май 1876), дивизионный генерал.
Был назначен командующим турецкими войсками в Боснии и Герцеговине и в начале сербо-черногорско-турецкой войны 1876—1878 годах руководил их наступлением на Черногорию.
После начала русско-турецкой войны 1877—1878 годов в июле 1877 года корпус Сулеймана-паши был переброшен в Болгарию и он назначен командующим Балканской армией, которая в августе 1877 года безуспешно штурмовала Шипку. С 14 сентября до середины декабря командовал Восточно-Дунайской армией, в декабре 1877 — феврале 1878 года главнокомандующий турецкими войсками в Восточной Румелии, 17 января 1878 года потерпел поражение при Филиппополе (Пловдиве). Был отдан под суд «за неумелые действия на Шипкинском перевале» и приговорён к лишению чинов, наград и 15 годам заключения в крепости. Однако вскоре он был помилован султаном и заключение заменено  на ссылку. Отличался крайней жестокостью по отношению к болгарскому мирному населению и военнопленным.
Сулейман-паша умер в 1892 году в городе Багдаде.